# Adnane Tighadouini
Adnane Tighadouini (Ede, Países Bajos, 30 de octubre de 1992) es un futbolista neerlandés de ascendencia marroquí. Juega de delantero en las filas del Esbjerg fB danés, cedido por el Málaga CF. Es internacional con la selección nacional de Marruecos.

## Trayectoria
Comenzó a jugar en el juvenil del SBV Vitesse. Hizo su debut en la Eredivisie el 24 de abril de 2011 contra el FC Utrecht, en la que también marcó un gol, jugó su segundo partido contra el PSV Eindhoven el 1 de mayo de 2011. 
Fue cedido al FC Volendam para el resto de la temporada 2011-12 y de nuevo al SC Cambuur para la temporada 2012-13. 
Fichó por el NAC Breda el 3 de enero de 2014 firmando un contrato hasta el verano de 2017.

### Carrera nacional
Jugó para la selección de Marruecos Sub-23 en la CAF Sub-23 de 2011, anotó su primero gol contra Argelia, donde Marruecos ganó el partido (1-0).

## Clubs
- 2011–2014 Vitesse  Países Bajos
- 2012  → Volendam (Cedido)   Países Bajos
- 2012–2013 → Cambuur (Cedido)  Países Bajos
- 2014–2015 NAC Breda  Países Bajos
- 2015–Presente Málaga  España
- 2016 → Kayserispor (Cedido)  Turquía
- 2016–2017 → Vitesse (Cedido)  Países Bajos
- 2017-2018→ FC Twente (Cedido)  Países Bajos
- 2018-presente  → Esbjerg fB (Cedido)  Dinamarca

## Palmarés

### Campeonatos nacionales
| Título                   | Club    | País         | Año     |
| ------------------------ | ------- | ------------ | ------- |
| Copa de los Países Bajos | Vitesse | Países Bajos | 2016-17 |